# Liacarus orthogonios
Liacarus orthogonios är en kvalsterart som beskrevs av Aoki 1959. Liacarus orthogonios ingår i släktet Liacarus och familjen Liacaridae. Inga underarter finns listade i Catalogue of Life.